# Antarctodrilus arabicus
Antarctodrilus arabicus is een ringworm uit de familie van de Phreodrilidae. De wetenschappelijke naam van de soort werd voor het eerst geldig gepubliceerd in 2002 door Martinez-Ansemil, Giani & Sambugar.